# مارلون-پورتر (واشینگتن)
مارلون-پورتر (به انگلیسی: Malone-Porter) یک منطقهٔ مسکونی در ایالات متحده آمریکا است که در شهرستان گریز هاربر، واشینگتن واقع شده‌است. مارلون-پورتر ۲۷٫۳ کیلومتر مربع مساحت و ۴۷۳ نفر جمعیت دارد و ۱۲۱٫۹۲ متر بالاتر از سطح دریا واقع شده‌است.